# Різдвяні прикраси українців
[[Файл:Wikiexpedition-chamber-of-yasnogorodka-03.jpg|міні|

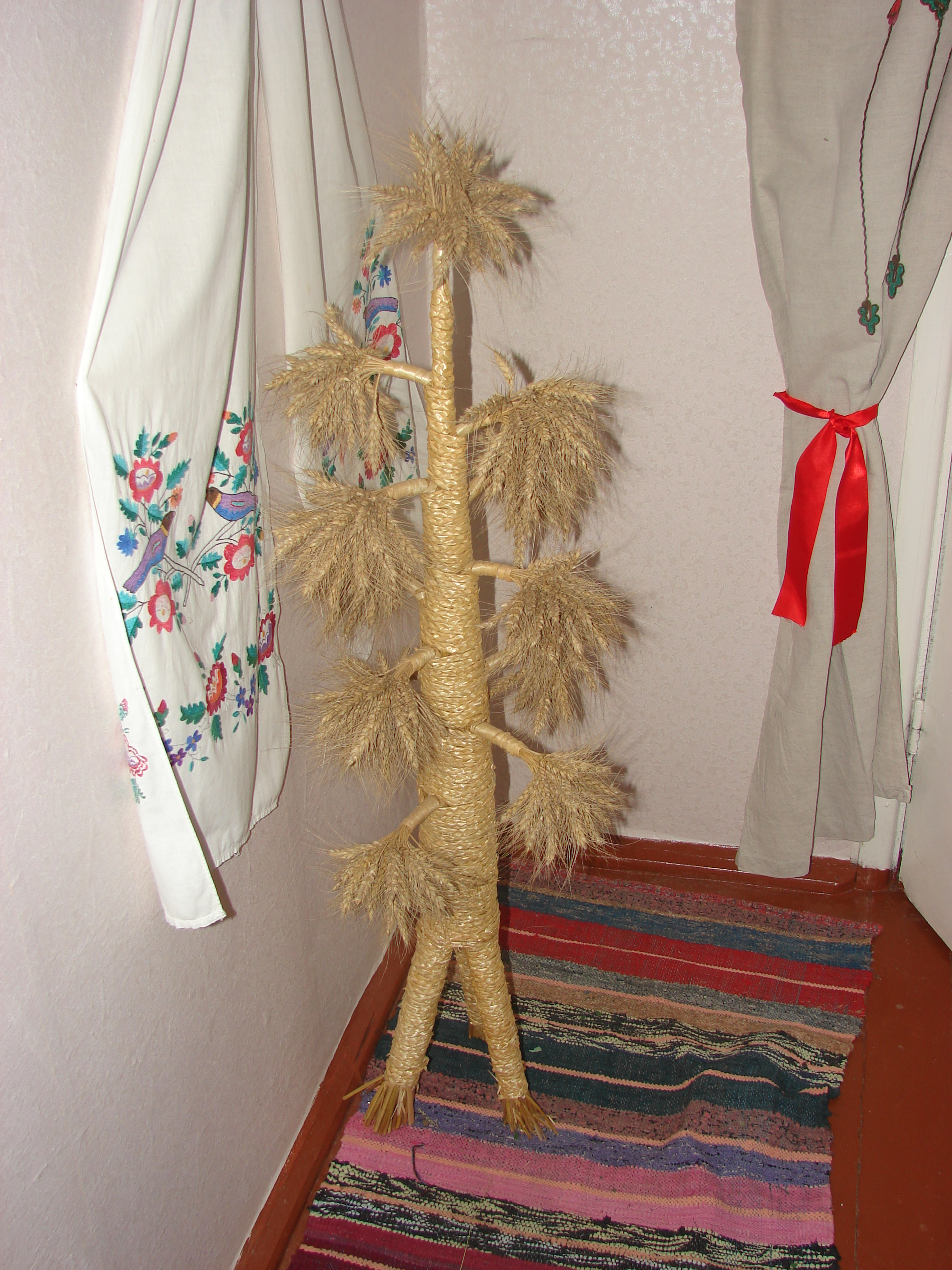
center|Дідух

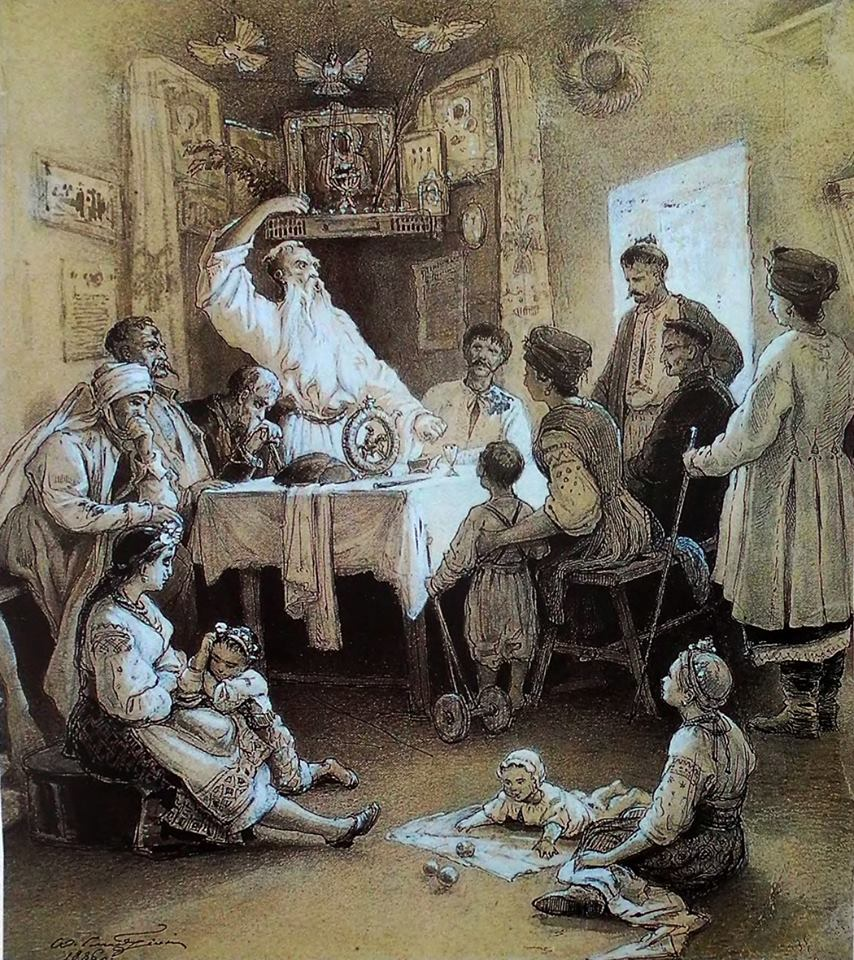
«Голуби» під стелею хати (О. Сластіон, 1886)

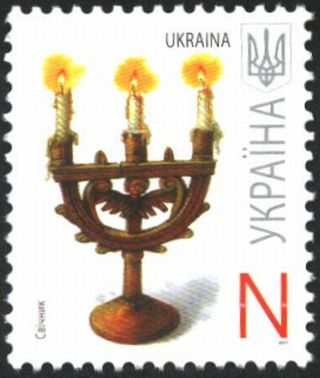
Гуцульський свічник-трійця

Різдвя́ні прикра́си украї́нців — святкова атрибутика для прикраси житла у зимово-різдвяний період в Україні, а також українцями в діаспорі тощо. Усі стародавні народні прикраси мають символічне значення.

## Види
- «Хлібне дерево» (дідух) — звичайно заносять в хату перед Святою вечерею
- Солома-«баба» — до початку Святвечора соломою чи сіном устеляли підлогу, стіл під скатертиною, лави для сидіння, а на покуті з сіна звивали подобу гнізда, у яке потім ставили Дідуха, горщик з кутею, обрядовий хліб.[1]
- Різдвяний «павук» (чи просто павуки) — це плетені з соломи чи очерету пірамідки, їх вішають на вікно чи під стелею на сволоці.
- Їжачок — виготовлена з глини або тіста фігурка-прикраса оселі на різдвяні і новорічні свята.
- Голуби — птахи, виготовлені з випорожненого яйця та кольорового паперу, з якого робили крила, просовуючи папір у дві дірки, зроблені в шкарлупі. Їх підвішували до стелі.[2] Ці голуби, найімовірніше, є символами тих голубів, про яких співається в древніх українських колядках, що вони брали участь у створенні Всесвіту.
- Геометричні прикраси на вікнах — із соломи робили ромби, трикутники, квадрати і вставляли їх між подвійними рамами вікон. Це, як і різдвяний павук, символ космосу, сузір'їв. Напередодні свята «Водохрещі» на рамах вікон і дверей чіпляли зроблені з соломи хрестики різної форми.[2]
- Плуг, сокира — до Святвечора вносили до хати частини справжнього сільськогосподарського плуга або ярмо, і сокиру, або виготовляли їх маленькі фігурки з глини чи тіста.[3]
- Перевесла — кладуть на стіл під макітру з кутею. Їх в'яжуть з пшениці, жита, вівса і льону.
- Різдвяна зірка (звізда, звїзда)
- Свічник-трійця — традиційний обрядовий свічник українців, який використовували під час великих свят, пов'язаних зі стародавнім язичницьким культом вогню й води (Водохреща, Стрітення). За формою нагадує тризуб, державний герб України. Виготовлявся раніше з дерева.[4] Попри те, що в етнографічних працях немає чіткої згадки про застосування цього свічника під час свята Різдва Христового (Коляди), однак текст древньої різдвяної колядки про трійцю, що горіла на дереві, переконливо свідчить, що його таки використовували.[5]

## Загальнохристиянські прикраси-символи
- Ялинка — новітній елемент новорічно-різдвяного циклу.
- Різдвяний вінок